# Megasoma gyas
Megasoma gyas es una especie de escarabajo rinoceronte del género Megasoma, tribu Dynastini, familia Scarabaeidae. Fue descrita científicamente por Herbst en 1785.
La especie se mantiene activa durante todos los meses del año excepto en noviembre.

## Descripción
Los machos miden aproximadamente 88 milímetros de longitud y las hembras 54 milímetros.

## Distribución
Se distribuye por Brasil.